# Gláucio
Gláucio de Jesus Carvalho (ur. 11 listopada 1975) – brazylijski piłkarz występujący na pozycji pomocnika.

## Kariera piłkarska
Od 1994 do 2010 roku występował w Portuguesa, Feyenoord, CR Flamengo, SBV Excelsior, América, Guarani FC, Rayo Vallecano, Al Qadsia, SC Internacional, Paulista, Avispa Fukuoka, São Caetano, Al-Salmiya, Paraná Clube, Vitória i Oeste.